# Two Gallants
Two Gallants er en amerikansk folk-rock duo fra San Francisco, Californien dannet i 2002. Navnet kommer fra en novelle af samme navn fra Dublinfolk skrevet af James Joyce.
Deres første album udkom i 2004 og hed The Throes, som de udgav på pladeselskabet Saddle Creek.
Deres seneste album blev udgivet i september 2012 på ATO Records.

## Diskografi

### Albums
- 2004: The Throes (Alive Records)
- 2006: What the Toll Tells (Saddle Creek)
- 2007: Two Gallants (Saddle Creek)
- 2012: The Bloom and the Blight (ATO Records)